# Partido-alto

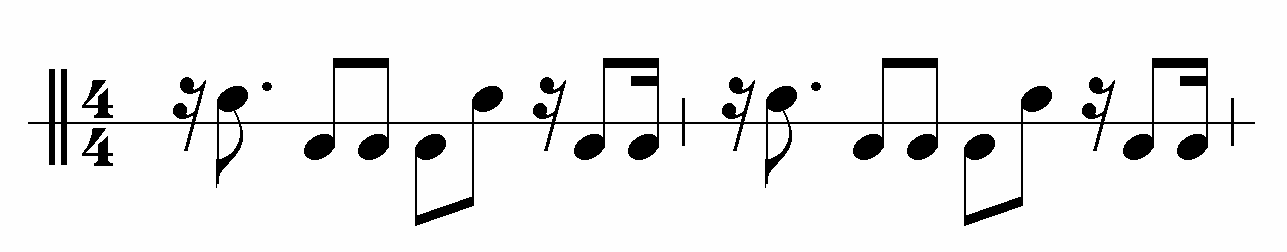
Exemple de rythme de partido-alto.

Le partido-alto (ou partido alto) est un rythme spécifique à la samba, que l'on utilise également dans les pagodes, réunions des sambistes autour d'une table bien garnie, où l'on se retrouve pour chanter les vieilles et/ou nouvelles sambas, avec accompagnement de cavaquinho (petite guitare 4 cordes), pandeiro (tambour sur cadre typique du Brésil), rebolo (tambour grave pour les basses, sorte de surdo de poche), et toutes les autres petites percussions.  Il peut être également joué par des batucadas (ensemble de percussions) lors de défilés de rue. 

## Histoire
Selon Candeia et Isnard, « la samba de partido-alto est née des rodas de batucada [cercles de tambours], où le groupe marquait le rythme en tapant avec la paume de la main et en répétant le couplet accrocheur. Le refrain servait de stimulus à l'un des participants pour aller au centre de la roda de samba et, d'un geste ou d'un léger mouvement du corps, inviter l'un des éléments de la roda à se lever, plantado (terme utilisé pour désigner l'individu qui se tenait debout les pieds joints en attendant la pernada, qui était la tentative de renverser celui qui se tenait debout les pieds joints). Ces éléments étaient considérés comme des batuqueiros, c'est-à-dire bons en batuque, bons en pernada (mettre une jambe sur un camarade pour tenter de le faire tomber). »